# Mummu
Mummu, visir de Apsu y de Tiamat, deidad de la mitología mesopotámica, generalmente asociado a la niebla. 

## Significado de Mummu
La palabra Mummu ha suscitado muchas controversias y ha sido sujeto de discusión, dando lugar a muchas interpretaciones. El texto del poema épico Enuma Elish, dice:
"Cuando en lo alto el cielo no había sido nombrado
no había sido llamada con un nombre abajo la tierra firme
nada más había que el Apsu primordial, su progenitor
(y) Mummu-Tiamat, la que parió a todos ellos
mezcladas sus aguas como un solo cuerpo
Según P. Jensen en Die kosmologie der babylonier, el término "mu-um-mu" podría interpretarse de dos maneras o bien como "madre", o bien como "caos" o "confusión", pero luego él mismo descartó estas posibilidades, y dijo que podría significar "patrón" o "molde". Quizás erróneamente durante algún tiempo, se haya asociado a Tiamat al caos.
Ahora, la versión acadia del mito sumerio, habla de tres divinidades existentes, ya que luego dice "Entonces Apsu, progenitor de los grandes dioses,
gritó, dirigiéndose a Mummu, su visir:
«Oh Mummu, mi visir, que alegras mi espíritu,
ven junto a mí y vayamos a Tiamat»."
Por eso nunca ha quedado claro si Mummu es hijo de Tiamat, de Tiamat y Apsu, o si existía como una entidad separada sin parentesco alguno, o si era una misma entidad que Tiamat (según dice Damascius). Lo que si dice claramente el Enuma Elish es que "sus aguas estaban mezcladas como un solo cuerpo".

## Leyenda
Según el Enuma Elish, Apsu estaba molesto por el comportamiento de los dioses creados. Éste le comenta a Tiamat que desea destruirlos, Tiamat comparte la molestia de Apsu para con los dioses creados, pero se niega a hacerlo. Apsu decide consultar a Mummu y este aconseja destruir a los dioses engendrados. Enki (uno de los dioses creados), se entera del plan de su abuelo y decide hacer un conjuro y derramar un sueño sobre él, para luego matarle. Mummu es capturado con un anillo en la nariz, para trabajar al servicio de Enki.